# Читалище „Съвременник-1986”
Народно читалище „Съвременник-1986“ се намира в град Пловдив, жилищен район „Тракия“, микрорайон „Кан Крум“. Разположено е на приземния етаж на блок 141, а библиотеката към него е на приземния етаж на блок 140.

Читалището работи в няколко основни направления – библиотека, школи, клубове, културно-масови дейности, участия в проекти и самодейност. Основни ползватели са деца и младежи от близките училища СОУ „Св. Софроний Врачански“ и СОУ „Св. Седмочисленици“, както и възрастни.

Основната цел, която си е поставило е изграждане на условия за присъединяване на общността към модерните глобални ценности на нашето съвремие чрез задоволяване потребностите на гражданите на район „Тракия“.

## Библиотека
Библиотеката при Народно читалище „Съвременник-1986“ е учредена през 1986 г. Библиотечният ѝ фонд е съставен от над 12 000 библиотечни документа, включващ предимно книги и периодични издания. Преобладаваща е художествената литература за възрастни и деца. В библиотеката се подреждат витрини и кътове, съобразени с важни дати и годишнини на видни личности и исторически събития. Провеждат се литературни четения, викторини, беседи и тържества.

### Гости през годините
Тончо Русев, Христо Нанев, Христо Маджаров, инж. Никола Хлебаров, Калин Калинов, Марияна Везнева, Стоян Терзиев, поетите от Академията на Добромир Тонев – Елеонора Пенева, Димитър Краев, Диана Павлова, бардовете с китара: Красимир Йорданов, Стефан Гераксиев /Денвъра/ и Геновева Цандева, Литературен кръг „Метафора“, кръг Квант и приятели, Розалия Александрова, Румяна Николова, Йорданка Гецова, Емилия Златева, Мария Болгурова, Светла Панайотова, Емилия Иванова, Христо Полизов, Михаил Хинев, Варта Корисян – Меонлина, журналиста Евгени Тодоров, акад. Николай Стойков, Стефан Бонев, Дима Политова, Димитър Атанасов, Начо Христосков, Калин Терзийски, Величка Настрадинова, Гален Ганев, Добринка Йончева, Иван Вълев, Николай Славов, Елена Диварова, Марин Кадиев, Здравко Дечев, Диана Петрова, Лъчезар Селяшки и други представители на българската култура и изкуство.